# SABMiller
SABMiller plc era una azienda britannica, ex secondo più grande produttore di birra a livello mondiale, con interessi e distribuzione in più di sessanta Stati.
Sei dei marchi di fabbrica della compagnia erano nella classifica dei cinquanta migliori marchi di birra nel mondo e il gruppo era uno dei più grandi produttori di bottiglie di Coca-Cola al mondo.
SABMiller era quotata al London Stock Exchange (LSE), e faceva parte del FTSE 100 Index, che elenca le prime cento società al mondo per capitalizzazione. La sua capitalizzazione era di 63,31 miliardi di sterline al 27 ottobre 2015, facendone la sesta società più grande del London Stock Exchange.
Il gruppo ha riportato un giro d'affari di 18,02 miliardi di dollari nel 2010.
SABMiller si è espansa rapidamente dalle sue origini sudafricane, acquistando marchi locali e produzioni in Europa, Asia e nelle Americhe.

## Storia
Fondata in Sudafrica nel 1895, le operazioni di South African Breweries (SAB) fino al 1990 furono limitate alla zona meridionale del continente africano, zona nella quale aveva assunto una posizione dominante nel mercato.
Il primo investimento in Europa della SAB avvenne nel 1990 attraverso l'acquisto di alcune azioni della "Compañía Cervecera de Canarias SA" nelle Isole Canarie.
Nel 1999 il gruppo acquistò, da Altria Inc, la nordamericana Miller Brewing Company, cambiando il suo nome in "SABMiller".
Dopo questa, la maggior acquisizione del gruppo fu quella del 2003 di Bavaria S.A., il secondo più grande produttore di birra del Sud America e proprietario dei marchi Águila e Club Colombia.
Nello stesso anno SABMiller acquistò il 29,6% di Harbin Brewery, il più antico birrificio cinese, preparandosi a beneficiare della crescita del settore della birra nei mercati in via di sviluppo.
Nel corso dell'anno 2005, il gruppo sudafricano ha completato l'acquisizione, iniziata nel 2003, della società Birra Peroni Srl, penetrando dunque nel settore birraio italiano.
Nel 2015 è stata acquistata dalla Anheuser-Busch InBev e nel 2016 ha cessato di esistere come società diventando una divisione commerciale del gruppo.

## Operazioni nel Mondo
SABMiller si è sviluppata dalla sua base sudafricana in una compagnia globale con operazioni sia in mercati già sviluppati, sia in economie emergenti, come ad esempio l'est europeo, la Cina e l'India.

### Africa e Asia
Le operazioni di SABMiller in Africa abbracciano 31 Paesi.
In Cina, la birra nazionale del gruppo, la Snow,  è prodotta in partnership con China Resources Enterprise Limited, ed è al primo posto per produzione nel paese.
SABMiller è il secondo più grande produttore di birra in India insieme al Vietnam e l'Australia.
La regione ha contribuito al 12% dei guadagni del gruppo nel 2007.
I marchi comprendono: 2M, Castle Lager, Castle Milk Stout, Eagle, Fosters, Kilimanjaro, Royal Challenge, Snow and Zorok

### Sudafrica
Il gruppo ha una posizione dominante da tempo: le vendite in Sudafrica hanno contribuito al 33% ai guadagni del gruppo nel 2007.
I marchi comprendono: Castle Lager,  Castle Milk Stout, Hansa Marzen Gold, Hansa Pilsener, Carling Black Label, Castle Lite, Sterling Lite Lager, Redd's, Brutal Fruit and Sarita

### Europa
L'entrata di SABMiller nel mercato europeo è iniziata nel 1995 con l'acquisizione di Dreher in Ungheria. Le operazioni del gruppo di Europa sono centrate soprattutto sui mercati in rapido sviluppo dell'Europa dell'est (Ungheria, Romania, Polonia, Repubblica Ceca e Russia), sebbene ci siano numerose operazioni in Italia, Francia, Regno Unito e Germania dove importa i suoi marchi internazionali.
I marchi comprendono: Lech, Pilsner Urquell, Nastro Azzurro, Peroni, Raffo, Tyskie, Ursus, Grolsch.

### America latina
SABMiller entrò per la prima volta nel mercato latino americano con l'acquisizione di Cervecería Hondureña in Honduras, divenendo la prima compagnia produttrice di birra ad essere entrata in America Centrale.
Da allora il gruppo ha espanso le sue operazioni in altri cinque Paesi dell'America Latina: Colombia, El Salvador, Ecuador, Panama e Perù.
I marchi comprendono: Águila, Club Colombia, Port Royal, Salva Vida e Balboa.

### Nord America
Il mercato degli Stati Uniti è quello che genera più profitti nel mondo; la società consociata locale della SABMiller, Miller Brewing Company, con sede a Milwaukee in Wisconsin, è la seconda più grande produttrice di birra del Paese.
Miller produce anche delle birre sotto licenza in Canada e distribuisce in Messico.
I marchi comprendono: Miller Lite, Miller Genuine Draft, Milwaukee's Best e Miller Chill.

## Responsabilità ambientale
SABMiller promuove una serie di iniziative di sviluppo sostenibile attraverso le quali la compagnia opera nei diversi paesi.	

Durante il biennio 2006-2007
- Il rapporto di acqua consumata per ettolitro di birra prodotta è stato inferiore all'1%.
- Il gruppo ha emesso il 12% in meno di diossido di carbonio per ogni ettolitro di birra prodotta.
- Il 79% della birra prodotta dalla società consociata SAB Ltd è venduta in vuoti a rendere.
- Il 94% dell'immondizia prodotta è riciclata e riutilizzata.

## Operazioni

### Società consociate
Le società della SABMiller sono elencate nel rapporto annuale del 2007 della compagnia, in formato PDF.
Operazioni centrali
- SABMiller Holdings Limited – Regno Unito (Holding) 100%
- SABMiller Finance BV- Paesi Bassi (Holding) 100%
- SABSA Holdings (Pty) Limited - Sudafrica (Holding) 100%
- SABMiller Africa and Asia BV – Paesi Bassi (Holding) 100%
- SABMiller International BV – Paesi Bassi (Proprietaria del trademark) 100%
- SABMiller (Latin America) Ltd – Regno Unito (Holding) 100%

Operazioni nel Nord America
- Miller Brewing Company – USA (Produzione di birra) 100%
- Miller Brewing West Limited Partnership  - USA (Produzione di birra) 100%
- Miller Brewing East Inc – USA (Produzione di birra) 100%
- Miller Products Company – USA (marketing) 100%
- MBC1 LLC – USA (Produzione di birra) 100%
- MBC2 LLC –USA (Produzione di birra) 100%

Operazioni in America Latina
- Bavaria S.A. - Colombia (Produzione di birra, bibite gasate, acqua) 99%
- Cervecería Leona S.A. - Colombia (Produzione di birra) 99%
- Cervecería Uníon S.A. – Colombia (Produzione di birra) 98%
- Union de Cervecerías Peruanas Backus y Johnston S.A.A - Perù (Produzione di birra) 93%
- Cervecería San Juan S.A. – Perù (Produzione di birra, bibite gasate, acqua) 86%
- Compañía Cervecera del Sur del Peru S.A.- Perù (Produzione di birra) 90%
- Cervecería Andina S.A. – Ecuador (Produzione di birra) 86%
- Cervecería Nacional – Ecuador (Produzione di birra) 97%
- Latin Development Corporation – Panamá (Holding) 100%
- Cervecería Nacional S.A. – Panamá (Produzione di birra) 90%
- Bevco Limited – Isole Vergini Britanniche (Holding) 100%
- Corporación Cervecera Hondureña S.A. – Honduras (Distributione) 98%
- Cervecería Hondureña, S.A. – Honduras (Produzione di birra, bibite gasate) 98%
- Industrias La Constancia, S.A. – El Salvador (Produzione di birra, bibite gasate, acqua) 100%

Operazioni in Europa
- SABMiller Europe BV - Regno Unito (Holding) 100%
- Birra Peroni S.r.l. – Italia 100%
- Ursus Breweries S.A. – Romania 99%
- Compañía Cervecera de Canarias SA - Spagna 51%
- Dreher Sörgyárak Rt  - Ungheria 100%
- Kaluga Brewing Company Limited Responsibility Society – Russia 100%
- Kompania Piwowarska S.A.- Polonia 72%
- Plzeňský Prazdroj – Repubblica Ceca 100%
- Miller Brands (UK) Limited - Regno Unito (Vendita e Distribuzione) 100%
- Pivovary Topvar a.s.- Repubblica Slovacca (Produzione di birra) 100%

Operazioni in Africa
- SABMiller Africa BV – Paesi Bassi (Holding) 62%
- SABMiller Botswana BV - Paesi Bassi (Holding) 62%
- Accra Breweries Ltd - Ghana (Produzione di birra) 43%
- Botswana Breweries Ltd - Botswana (Produzione di birra) 31%
- Cervejas de Moçambique SARL - Mozambico (Produzione di birra) 49%
- Coca-Cola Bottling Luanda Ltd - Angola (bibite gasate) 28%
- Coca-Cola Bottling Sud de Angola SARL - Angola (bibite gasate) 37%
- Chibuku Products Ltd Malawi (Produzione di birra) 31%
- Kgalagadi Breweries Ltd - Botswana (Produzione di birra e bibite gasate) 31%
- Lesotho Brewing Company (Pty) Ltd - Lesotho (Produzione di birra e bibite gasate) 24%
- National Breweries plc - Zambia (Produzione di birra) 43%
- Nile Breweries Ltd -Uganda (Produzione di birra) 60%
- Swaziland Brewers Ltd - Swaziland (Produzione di birra) 37%
- Tanzania Breweries Ltd - Tanzania (Produzione di birra) 33%
- Zambian Breweries Ltd- Zambia (Produzione di birra e bibite gasate) 54%
- Delta Corporation Ltd -Zimbabwe (Produzione di birra e bibite gasate) 22%
- Kenya Breweries Ltd - Kenya (Produzione di birra) 12%
- Société des Brasseries et Glacières Internationales - Francia (Holding per le consociate situate in Africa) 20%
- Brasseries Internationales Holding Ltd- Gibilterra (Holding per le consociate situate in Africa) 20%
- Marocaine d'Investissements et de Services - Marocco (Produzione di birra) 40%
- Société de Boissons de l'Ouest, Algérien - Algeria (Produzione di bibite gasate) 40%
- Skikda Bottling Company - Algeria (Produzione di bibite gasate) 40%
- Société des Nouvelles Brasseries – Algeria (Produzione di birra) 40%
- Algérienne de Bavaroise - Algeria (Produzione di birra) 25%

Operazioni in Sudafrica
- The South African Breweries Ltd - Sudafrica (Produzione di birra, bibite gasate e Holding) 100%
- The South African Breweries Hop Farms (Pty) Ltd - Sudafrica (coltivazione del luppolo) 100%
- Southern Associated Maltsters (Pty) Ltd - Sudafrica (Preparazione del malto) 100%
- Appletiser South Africa (Pty) Ltd - Sudafrica (Succhi di frutta e acqua) 100%
- Coca-Cola Canners of Southern Africa (Pty) Ltd - Sudafrica (Produzione di lattine)32%
- Distell Group Ltd - Sudafrica (Vini e liquori) 29%

Operazioni in Asia
- SABMiller Asia BV - Paesi Bassi (Holding) 100%
- SABMiller India Ltd - India (Holding) 100%
- Skol Breweries India Ltd - India (Produzione di birra) 99%
- Fosters India Private Ltd - India (Produzione di birra) 100%
- China Resources Snow Breweries Ltd - Isole Vergini Britanniche (Holding per le consociate produttrici di birra e imbottigliatrici d'acqua situate in Cina) 49%
- Pacific Beverages Pty Ltd - Australia (Vendita e Distribuzione) 50%

## Marchi
A
- Aguila
- Aguila Light
- Americana
- Arany Ászok
- Arequipeña
- Atlas
- Aster Bier

B
- Bahia
- Balboa
- Balimi
- Barrilito
- Barena
- Blue Sword
- Brava
- Brutal Fruits

C
- Carling Black Label
- Costeña
- Castle Lager
- Castle Lite
- Castle Milk Stout
- Chairman's Extra Strong Beer (ESB)
- Chibuku Shake-Shake
- Ciucas
- Clausen
- Club
- Club Colombia
- Club Especial
- Club Pilsener
- Club Premium Lager
- Club Shandy
- Cristal
- Cusqueña
- Cusqueña Light

D
- Debowe Mocne (Oak Strong)
- Del Altiplano
- Dog In The Fog
- Dorada
- Dorada Especial
- Dorada - Peru
- Dorada Pilsen
- Dorada Sin (Low Alcohol)
- Dreher Classic

E
- Eagle Extra Lager
- Eagle Lage

F
- Frisco
- Fusion Banana - Botswana
- Fusion Banana - Zambia
- Fusion Ice - Botswana
- Fusion Ice - Zambia
- Fusion Pineapple - Botswana
- Fusion Pineapple - Zambia
- Fusion Tropical - Botswana
- Fusion Tropical - Zambia

G
- Gambrinus
- Gambrinus Dia con basso contenuto di zucchero
- Gambrinus Premium
- Gran Riserva
- Green Leaves
- Grolsch
- Golden Light
- Golden Pilsener

H
- Hansa Marzen Gold
- Haywards 5000
- Henry Weinhard's Amber Light
- Henry Weinhard's Blue Boar Pale Ale
- Henry Weinhard's Hefeweizen
- Henry Weinhard's Northwest Trail
- Henry Weinhard's Private Reserve
- Hansa Pilsener
- Huadan Dry Beer
- Huadan Yale

I
- Icehouse
- Imperial

K
- Kilimanjaro
- Knock Out
- Kobányai Sör
- Ksiazece Tyskie

L
- Largo
- Lauretina Clara
- Lauretina Preta
- LECH Free
- LECH Lite
- LECH Mocny
- LECH Pils
- LECH Premium
- Legenda
- Leinenkugel's Amber Light
- Leinenkugel's Berry Weiss
- Leinenkugel's Big Butt Doppelbock
- Leinenkugel's Creamy Dark Lager
- Leinenkugel's Honey Weiss
- Leinenkugel's Light
- Leinenkugel's Northwoods Lager
- Leinenkugel's Oktoberfest
- Leinenkugel's Original
- Leinenkugel's Red Lager
- Lion Lager
- Lowen

M
- Malta Arequipeña
- Malta Cusqueña
- Malta Polar
- Maluti Premium Lager
- Manica
- Mickey's Malt Liquor
- Miller Chill
- Miller Genuine Draft
- Miller Genuine Draft Light
- Miller High Life
- Miller Lite
- Milwaukee's Best
- Milwaukee's Best Ice
- Milwaukee's Best Light
- Mosi Lager
- Moya Kaluga

N
- N'gola
- Nile Special Lager
- New Three Star

O
- Olde English 800 Malt Liquor

P
- Pilsen
- Pilsen Callao
- Pilsen Trujillo
- Pilsener
- Pilsener - Ecuador
- Pilsener - El Salvador
- Pilsener Light
- Pilsner Urquell
- Poker
- Port Royal

R
- Radegast Birell
- Radegast Original
- Radegast Premium
- Raiz
- Redd's Apple
- Redd's Dry
- Redd's Premium Cold
- Redd's Sun
- Regia Extra
- Rhino Lager
- Royal Challenge Premium Lager

S
- Safari
- Salva Vida
- San Juan
- Saris Light
- Saris Dark
- Saris Premium
- Sarita
- Shengquan
- Shenyang
- Singo
- Sip
- Smadny mnich Light
- Snow beer 11°P
- St. Louis
- Stejar
- Sterling Light Lager
- Stone Strong Lager
- Suprema

T
- Tianjin
- Timisoreana
- Topvar
- Tusker
- Tri Bogatyrya Bochkovoye
- Tri Bogatyrya Svetloye
- Tropical Pils
- Tropical Premium
- Tyskie Gronie

U
- Ursus Premium

V
- Velkopopovický Kozel
- Velkopopovický Kozel Cerny
- Velkopopovický Kozel Premium
- Velkopopovický Kozel Svetly
- Vitamalt

W
- Whisky Black

X
- X-Cape

Y
- Yingshi

Z
- Zero
- Zolotaya Bochka Klassicheskoye (Golden Barrel Classic)
- Zolotaya Bochka Svetloye (Golden Barrel Light)
- Zolotaya Bochka Vyderzhannoye (Golden Barrel Aged)
- Zubr (Bison)

2
- 2M

### Altri marchi
SABMiller è uno dei più grandi produttori di bottiglie di Coca-Cola e le sue operazioni di imbottigliamento di bibite gasate avvengono in 14 mercati.
Alcuni dei marchi prodotti:
- Appletiser
- Bibo
- Bon Aqua
- Coca-Cola
- Cristal water
- Fanta
- Grapetiser
- Guaraná Backus
- Just Juice
- Malta Leona
- Malta Leona Cool
- Milo
- Minute Maid
- Nestea
- Nevada
- Play
- Pony Malta
- Valpré
- Saboré
- Sparkling Grenadilla
- Sparletta
- Sprite
- TAB
- Tropical
- Tutti Frutti
- Viva Backus